# Dmitri Krassilnikov
Dmitri Gueorguievitch Krassilnikov (en russe : Дми́трий Гео́ргиевич Краси́льников) né le 5 mai 1971 à Koungour, Oblast de Perm (RSFSR) — politologue russe, figure publique, docteur en sciences politiques, professeur, recteur par intérim depuis 2020, président de la chambre Publique du territoire de Perm depuis 2014.

## Biographie
En 1993, il est diplômé de la faculté d'histoire de l'Université de Perm.
En 1997, il soutient sa thèse de doctorat en sciences historiques avec pour thème «Le Pouvoir dans les périodes de transition de l'histoire nationale (1917–1918, 1985–1993): analyse comparative».
De 1997 à 1999, il a été assistant, en 1998–2001, il a été maître de conférences au Département des sciences politiquessciences politiques et au Département d'histoire générale de la Russie .
En 2002, il soutient sa thèse de doctorat avec pour thème Les situations politiques Inter systèmes en Russie au XXe siècle.
De 2001 à 2002, il a occupé le poste de chercheur principal, de 2002 à 2003 — professeur agrégé au Département de sciences politiques de l'Université de Perm.
De 2003 à 2010 il est Professeur au Département de science politique, Université de Perm.
De 2004 à 2013 il est directeur de l'Institut régional de formation continue à l'Université de Perm.
De 2006 à 2011 il est directeur scientifique de la Petite Académie d'administration publique.
Depuis 2007, il est professeur, depuis fin 2013, chef par intérim du département d'administration publique et municipale. Il dirige la magistrature depuis l'ouverture en 2021 .
Depuis 2009, il est rédacteur en chef adjoint de la revue scientifique "Ars administrandi" (L'art de gérer).
Le 2 novembre 2011, il est nommé vice-recteur pour le développement stratégique, l'économie et les affaires juridiques de l'Université de Perm .
Depuis 2014, il est président de la chambre Publique du territoire de Perm.
En 2012–2013, il a étudié à la Skolkovo Moscow School of Management dans le cadre du programme "De nouveaux leaders en éducation", et a également suivi une formation au Royaume-Uni , en Espagne et aux États-Unis . En juillet 2014, en tant que membre du comité d'organisation, il a participé au V congrès permanent des juristes.
En 2015, il a reçu le titre académique de professeur. Il était considéré comme candidat au poste de chef de l'administration du gouverneur du territoire de Perm VF Basargin.
En juillet 2020 il a été recteur par intérim , depuis mai 2021 il est le recteur de l'Université de Perm .